# Anisozyga chionoplaca
Anisozyga chionoplaca är en fjärilsart som beskrevs av Oswald Beltram Lower 1893. Anisozyga chionoplaca ingår i släktet Anisozyga och familjen mätare. Inga underarter finns listade i Catalogue of Life.